# Zaječice (Vrskmaň)
Zaječice (německy Sadschitz) jsou vesnice v Ústeckém kraji v okrese Chomutov. Leží v rovinaté krajině Mostecké pánve asi pět kilometrů severovýchodně od Chomutova a dva kilometry jihozápadně od Vrskmaně.
Vesnice koncem třináctého století tvořila drobný šlechtický statek, ale po většinu své existence patřila k červenohrádeckému a jezeřskému panství. Roku 1850 se nakrátko stala samostatnou obcí, ale brzy byla připojena k Vrskmani, ke které s přestávkou po roce 1945 stále jako částí obce patří. Obyvatelé se živili převážně zemědělstvím. Hnědé uhlí se v malém množství ve vsi těžilo v hlubinném dole už ve druhé polovině devatenáctého století a o sto let později kvůli němu vesnici hrozil zánik. Hrozba byla zažehnána na počátku devadesátých let dvacátého století, odkdy se Zaječice postupně rozvíjí.

## Název
Název vesnice je odvozen ze staročeského osobního jména Zajiec ve významu ves lidí Zajícových. V historických pramenech se jméno vesnice vyskytuje ve tvarech: de Sajaschitz (1281), in Zageczicz (1417), in Zageczicz (1449), in Zagiecziczich (1473), Satschitcz (1498), Zageczicze (1542), Zageczicze (1549), Zagecziczy (1579), Satschitz (1584), Zagecžicze (1621), Sortšice (1654), Satschitz (1787), Satschitz a Sagetschitz (1846) a Zaječice nebo Sadschitz (1848).

## Historie

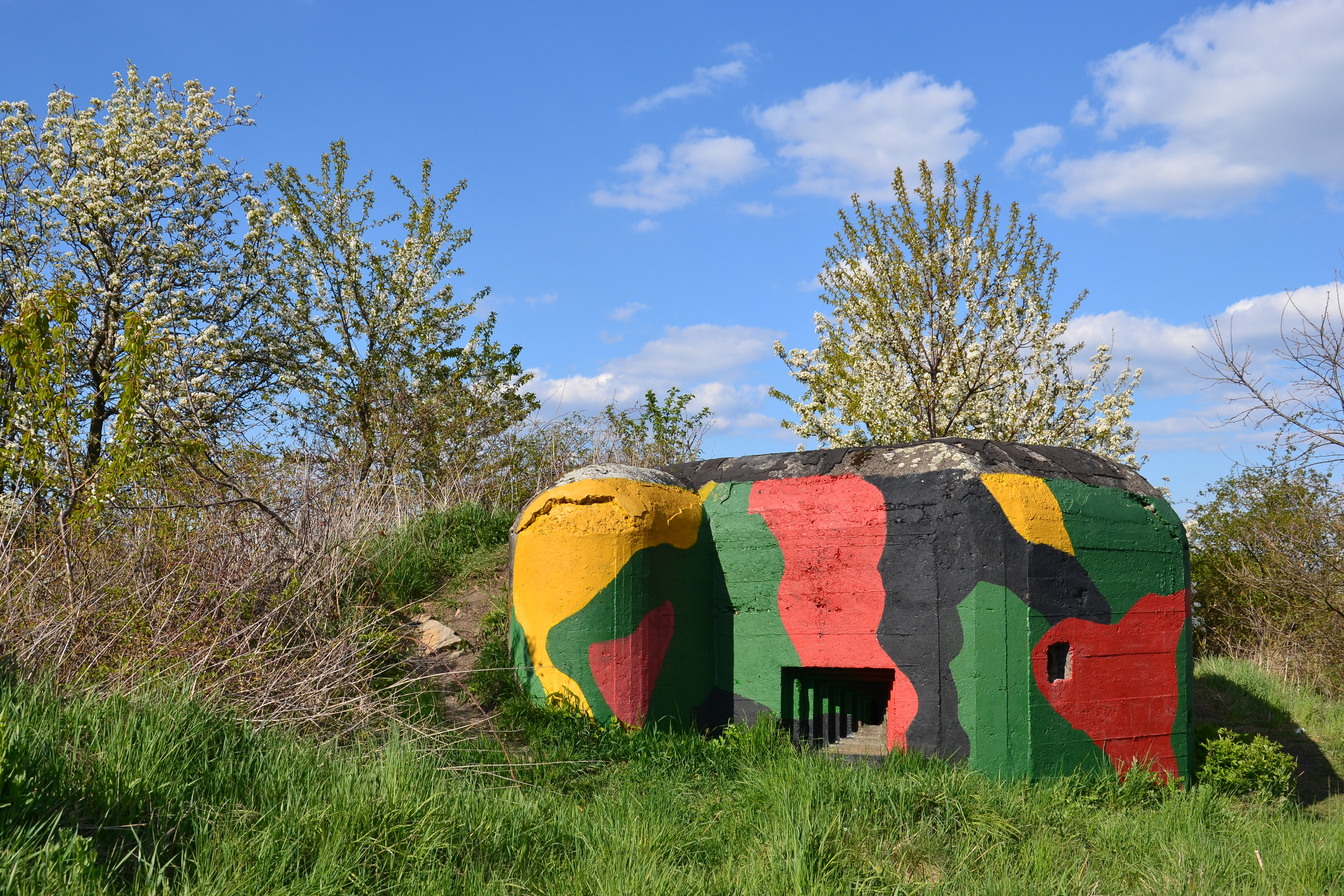
Jeden z objektů československého lehkého opevnění v úseku K-51 Chomutov stojí u cyklostezky do Otvic

První písemná zmínka o vesnici pochází z roku 1281, kdy se po ní psali Benk a Vok ze Zaječic. V letech 1417 a 1449 vesnice patřila k panství hradu Borek, u kterého zůstala až do roku 1578. Tehdy ji August z Geršdorfu prodal Mikuláši Langovi z Langenhartu a v kupní smlouvě je poprvé zmíněna zaječická tvrz. Podle Augusta Sedláčka byla založena až v této době. Ještě roku 1603 Zaječice patřily Mikulášovu synovi Janu Bedřichovi. Před rokem 1605 je on nebo jeho synové prodali Kašparovi staršímu Belvicovi z Nostvic, po jehož smrti statek přešel na vdovu Kateřinu, rozenou Satanéřovou z Drahovic. Jejich jediný přeživší syn, Jan Kristián, prodal rodové panství roku 1621 Ladislavu Juliu Kurzbachovi z Trachenburku. Patřily k němu vesnice Vrskmaň, Pohlody, Holešice, Komořany a snad Lesná (tehdy Langendorf).

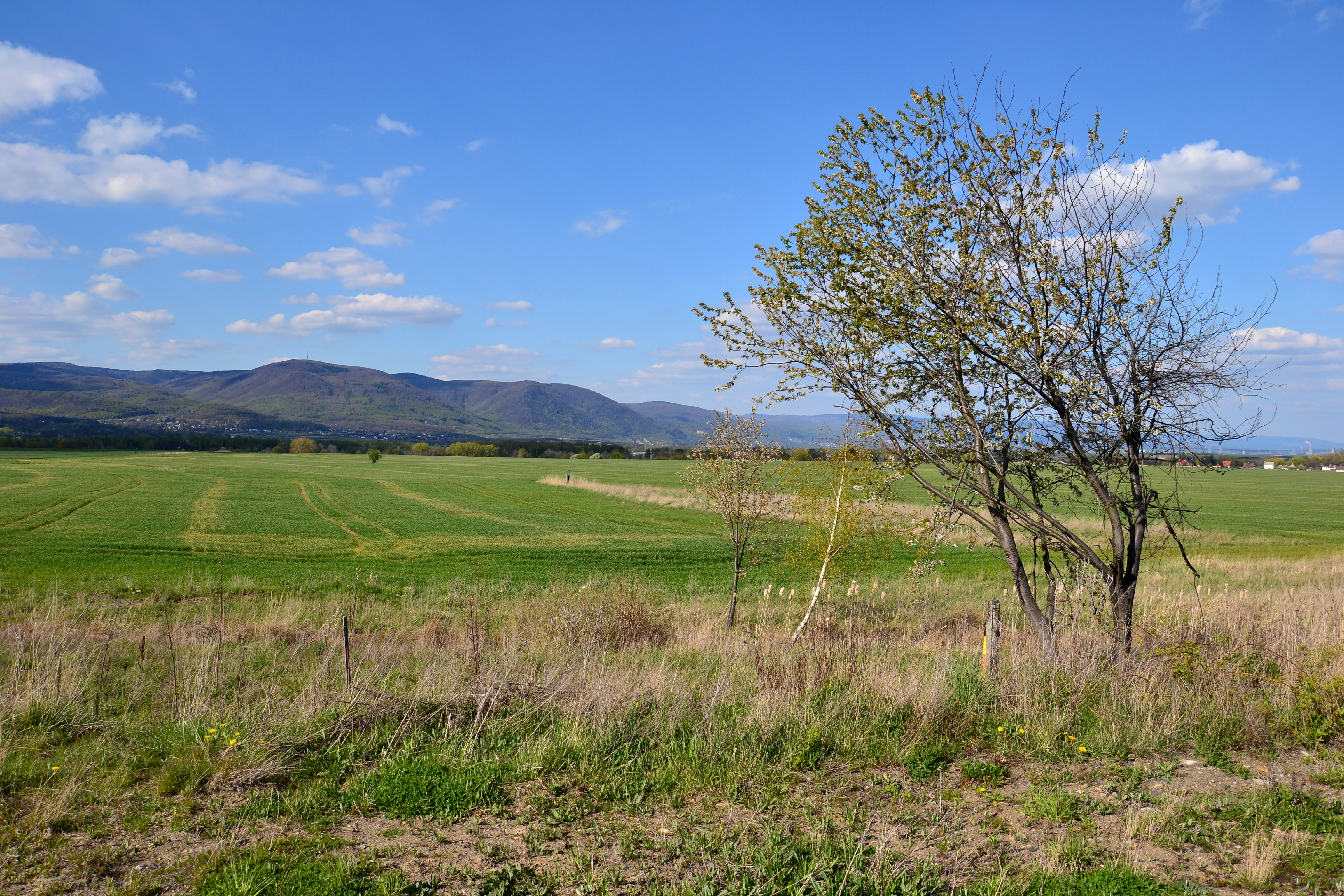
Jirkovská pánev mezi Otvicemi a Zaječicemi s Krušnými horami v pozadí

Ladislav Kurzbach zemřel roku 1642 a v roce 1651 zaječické panství koupili Lobkovicové z Jezeří. U spojeného panství Jezeří – Nové Sedlo vesáce zůstala až do roku 1850. Tvrz ve vsi zanikla nejspíše už během třicetileté války a její pozůstatky v průběhu doby beze zbytku zmizely. Podle berní ruly z roku 1654 byla polovina usedlostí ve vsi pustá. Žilo zde pět sedláků a čtyři chalupníci. Sedláci dohromady vlastnili dvanáct potahů a chovali jedenáct krav, dvanáct jalovic, čtrnáct ovcí, 24 prasat a osm koz. Chudší chalupníci měli jen jeden potah a chovali šest krav, šest jalovic, dvě ovce a osm prasat. Jeden z nich pracoval jako tesař.
Podle díla Johanna Gottfrieda Sommera z roku 1846 v Zaječicích stálo 27 domů, ve kterých žilo 134 obyvatel. Severně od návsi stával hostinec a lázeňský dům se šesti vanami, ve kterém se využívala železitá voda. V devatenáctém století se lidé v Zaječicích živili zejména zemědělstvím. Na polích se pěstovaly obiloviny, luštěniny, brambory a od druhé poloviny století cukrová řepa. Z hospodářských zvířat dominoval skot, kterého se chovalo okolo 160 kusů.
Malé lázně v Zaječicích založili Lobkovicové v první polovině devatenáctého století. Využívala se v nich voda z pramene Karolina neboli Železitého pramene. Okolo lázeňského domu, ve kterém bylo o dvacet let později devět van, se rozkládal park. Samotný pramen brzy poté zanikl v důsledku otevření hnědouhelného dolu u Otvic a lázeňská budova byla zbořena na konci druhé světové války. Od poloviny do sedmdesátých let devatenáctého století zde také fungoval hnědouhelný důl Marie Pomocná, kde se ročně těžilo asi osm tisíc tun uhlí. Koncem dvacátých let dvacátého století byl postaven vodovod, který přiváděl vodu od Pyšné přes Zaječice až do Vrskmaně.
Po druhé světové válce vesnice kvůli vysídlení Němců z Československa ztratila velkou část obyvatel. Fungoval státní statek, ale časem byl zrušen a jeho majetek převeden na jednotné zemědělské družstvo. Do vsi se sice přistěhovali noví obyvatelé, ale nedostatek pracovních příležitostí a hrozba zániku vesnice kvůli rozšiřování těžby uhlí způsobily, že lidé brzy odcházeli pryč. V roce 1982 byl zbořen areál bývalého velkostatku a na jeho místě vznikly zahrádky. Plány na zrušení Zaječic byly v roce 1989 zrušeny, ale obyvatele vsi trápil špatný stav inženýrských sítí. K nápravě došlo až po roce 1993, když začala obec Vrskmaň od dolů dostávat náhradu za vytěžené suroviny.

## Přírodní poměry

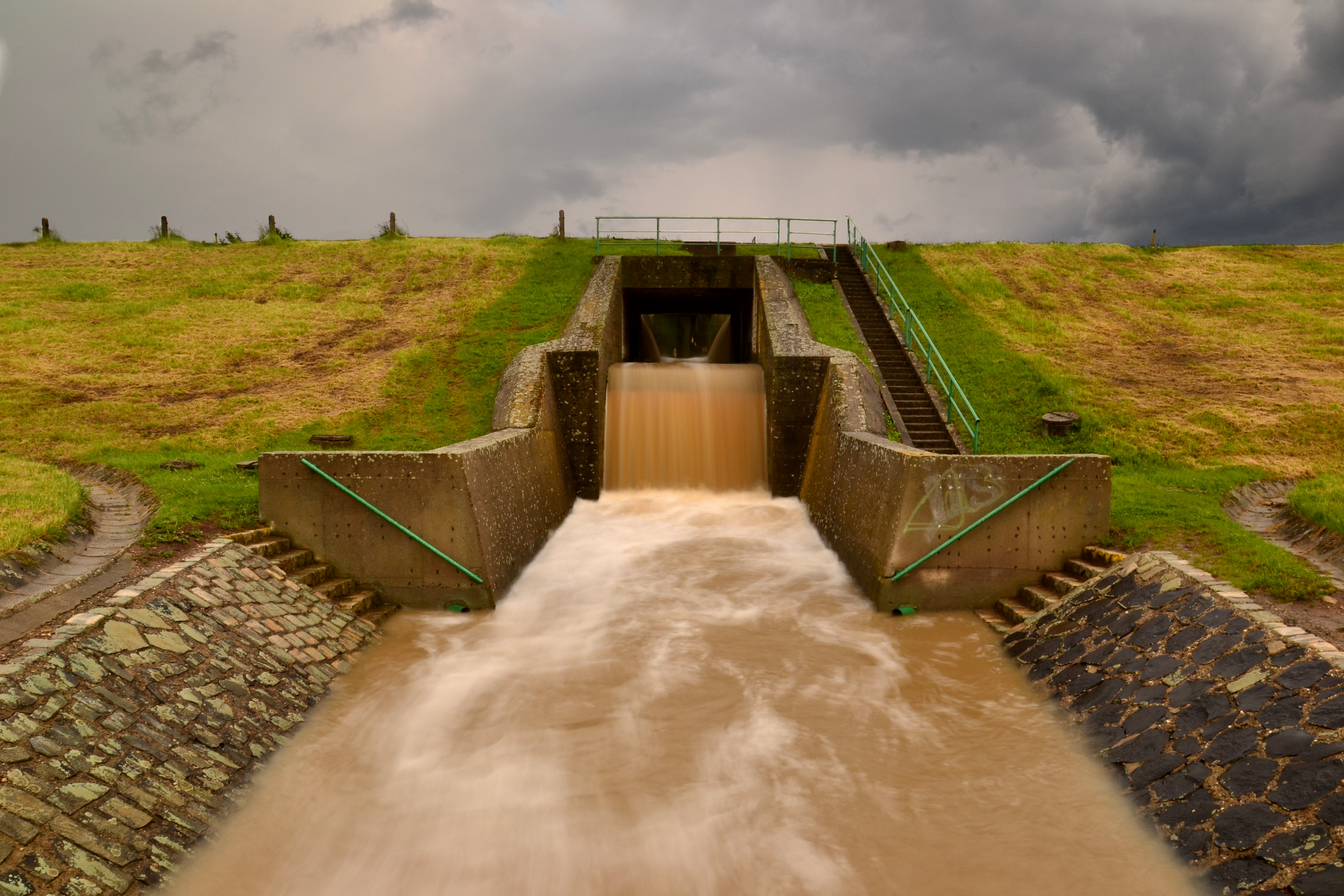
Přeliv vodní nádrže Zaječice během povodní během povodní v červnu 2013

Zaječice leží v Ústeckém kraji v katastrálním území Vrskmaň o rozloze 7,69 km² asi tři kilometry jihovýchodně od Jirkova a pět kilometrů severovýchodně od Chomutova. Geologické podloží tvoří neogenní sedimenty: písky, štěrky a jíly, pod kterými jsou uložené hnědouhelné sloje. Samotná vesnice stojí v chráněném ložiskovém území Otvice. V geomorfologickém členění Česka oblast leží v Mostecké pánvi, konkrétně v podcelku Chomutovsko-teplická pánev a okrsku Jirkovská pánev. Z půdních typů se severně od vesnice vyskytují kambizem arenická, zatímco na jihu je smonice modální a jiházápadě se objevuje pelozem modální.
Vesnicí protéká Otvický potok (na některých mapách je označen jako Hutní potok I). V noci ze 12. na 13. prosince 1992 se při silném dešti a krupobití rozvodnil. Jeho hladina dosáhla výše 180 centimetrů, a zatopila přilehlé pozemky. Severně od vsi se potok vlévá do vodní nádrže Zaječice a pod ní vtéká do vodní nádrže Újezd. Patří tedy k povodí Bíliny.
V rámci Quittovy klasifikace podnebí se celé území nachází v teplé oblasti T2, pro kterou jsou typické průměrné teploty −2 až −3 °C v lednu a 18–19 °C v červenci. Roční úhrn srážek dosahuje 550–700 milimetrů, počet letních dnů je 50–60, počet mrazových dnů se pohybuje mezi 100–110 a sněhová pokrývka zde leží 40–50 dnů v roce.
Prameny minerálních vod (Železitý a Sirný pramen) se nacházely na severním okraji vesnice asi 400 metrů východně od silnice do Jirkova. V podloží se zde nachází jíly hnědouhelných slojí. Mineralizace vody se vázala na oxidaci pyritu, ze kterého vznikala kyselina sírová. Samotná minerální voda bývala silně kyselá, síranová, vápenato-hořenatá železnatá, studená a hypotonická s mineralizací 0,35 g·l−1 (v roce 1975).

## Obyvatelstvo
Při sčítání lidu v roce 1921 zde žilo 175 obyvatel (z toho 88 mužů), z nichž bylo 26 Čechoslováků a 149 Němců. Všichni patřili k římskokatolické církvi. Podle sčítání lidu z roku 1930 měla vesnice 247 obyvatel: 66 Čechoslováků, 176 Němců a pět cizinců. Kromě devíti evangelíků a sedmi lidí bez vyznání se hlásili k římskokatolické církvi.
|                                                                       | 1869 | 1880 | 1890 | 1900 | 1910 | 1921 | 1930 | 1950 | 1961 | 1970 | 1980 | 1991 | 2001 | 2011 | 2021 |
| --------------------------------------------------------------------- | ---- | ---- | ---- | ---- | ---- | ---- | ---- | ---- | ---- | ---- | ---- | ---- | ---- | ---- | ---- |
| Obyvatelé                                                             | 151  | 163  | 173  | 162  | 152  | 175  | 247  | 161  | 154  | 106  | 92   | 57   | 60   | 79   | 127  |
| Domy                                                                  | 28   | 30   | 31   | 31   | 29   | 28   | 39   | 42   | .    | 33   | 35   | 34   | 35   | 40   | 50   |
| Počet domů z roku 1961 je zahrnut v celkovém počtu domů obce Vrskmaň. |      |      |      |      |      |      |      |      |      |      |      |      |      |      |      |

## Obecní správa

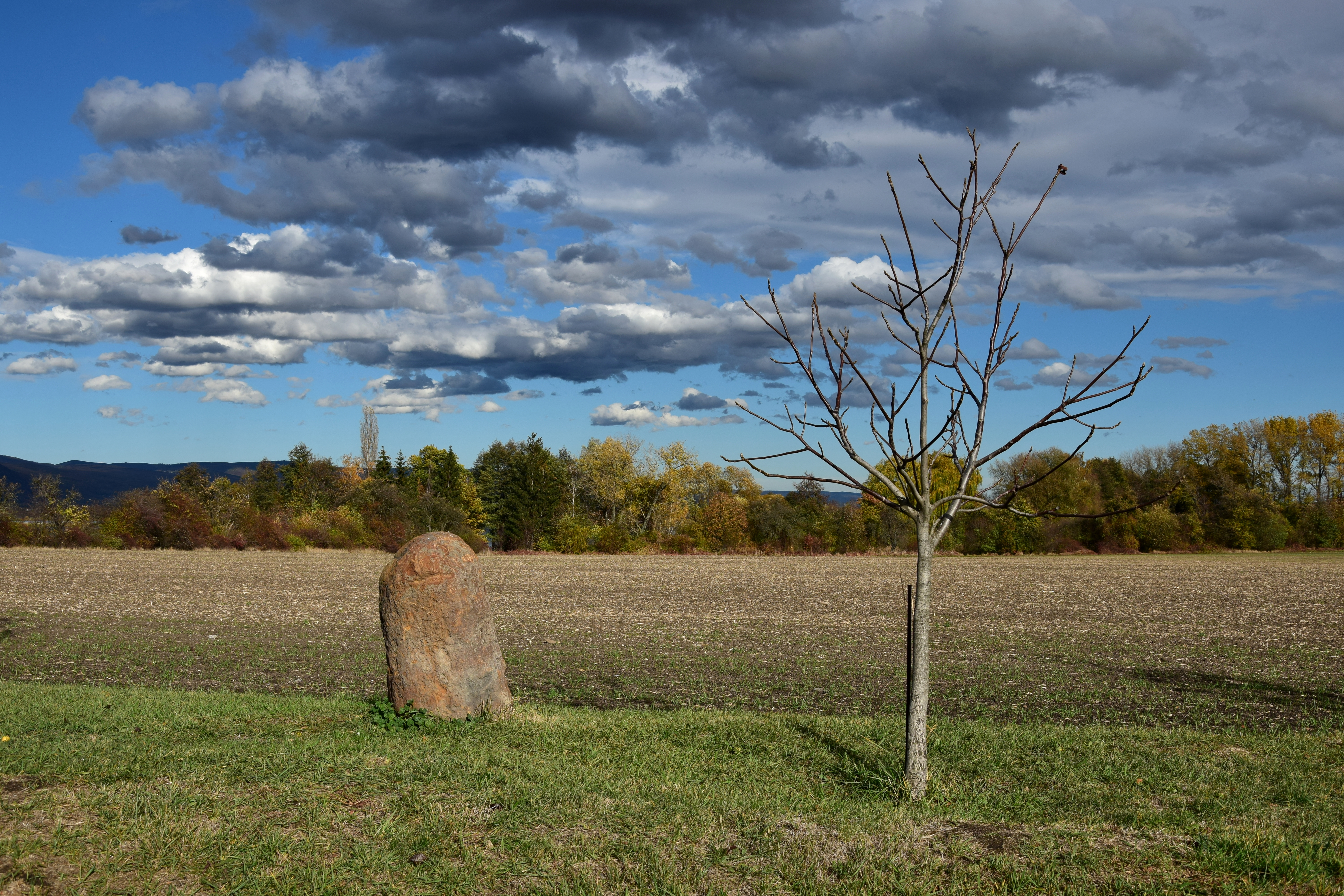
Hraniční kámen u silnice do Jirkova

Po zrušení poddanství se Zaječice staly obcí, ale v roce 1868 už patřily k Jirkovu, ke kterému patřily ještě v roce 1921. Nejpozději v roce 1924 se staly osadou Vrskmaně, od které se jako samostatné obec oddělily v roce 1945. Při územní reorganizaci územní správy byly roku 1960 znovu přičleněny k Vrskmani.

## Doprava
Zaječicemi vede silnice III. třídy č. 25118 z Jirkova do Vrskmaně. Na východním konci vesnice se na ni napojuje silnice III/0135 do Vysoké Pece. U silnice se nachází zastávka autobusové linkové dopravy. Nejbližší železniční stanice jsou Jirkov zastávka na trati Ústí nad Labem – Chomutov a nádraží Jirkov na trati Chomutov–Jirkov. Vesnicí ani jejím okolím nevedou žádné turistické trasy, ale po trase zaniklé železniční trati vede cyklostezka a cyklistická trasa č. 3114 z Chomutova směrem k Vrskmani.

## Pamětihodnosti
Na návsi stávala kaple svatého Ferdinanda z roku 1806, která byla zbořena mezi lety 1972 a 1974. V okolí vesnice stávaly plastiky Piety z roku 1733 u cesty do Jirkova a socha Ukřižování Krista z roku 1844. U domu čp. 20 býval kamenný náhrobník s reliéfním erbem z roku 1606. U domu čp. 43 stojí hraniční kámen se stopami reliéfních křížů.